# Petronio Massimo
Petronio Massimo (latino: Flavius Petronius Maximus; 396 circa – Roma, 31 maggio 455) è stato un imperatore romano dell'impero romano d'Occidente dal 17 marzo 455 alla propria morte.
Apparteneva a una delle più illustri famiglie dell'aristocrazia romana, la gens Anicia, e fece una lunga e prestigiosa carriera politica e amministrativa, culminata con il raggiungimento del patriziato. Fu coinvolto nell'assassinio dell'influente generale Ezio e in quello, nel 455, dell'imperatore Valentiniano III.
Salì al trono dopo la morte di Valentiniano III, ma ebbe difficoltà a consolidare il proprio potere, tanto che volle sposare con la forza la vedova del proprio predecessore, guadagnandosi la riprovazione popolare. Dopo pochi mesi dall'ascesa al trono, alla notizia dell'arrivo dei Vandali chiamati dalla moglie Licinia Eudossia, fu ucciso dal popolo di Roma inferocito, cosa che gli risparmiò la vista della città saccheggiata dai barbari.

## Biografia

### Origini e carriera
Massimo nacque intorno al 396 da una famiglia senatoriale romana, la gens Anicia. Era sposato e aveva un figlio di nome Palladio. Massimo fu antenato di Flavio Anicio Massimo, console del 523.
Secondo un'interpretazione, basata su di un frammento di Olimpiodoro di Tebe, suo padre era un certo Massimo. Secondo un'altra ricostruzione il padre di Petronio Massimo sarebbe stato il console Anicio Probino, mentre la madre, verosimilmente di nome Ennodia, sarebbe stata la figlia del proconsole d'Africa del 395 Ennodio; sempre secondo questa ricostruzione avrebbe avuto un secondo figlio, il futuro imperatore Anicio Olibrio, e forse anche un terzo, il console del 460 Magno, il che spiegherebbe perché le fonti affermino l'esistenza di un legame di parentela tra Petronio Massimo e l'usurpatore Magno Massimo (383-388).
La famiglia di Petronio Massimo era tra le più illustri di Roma, quindi la notevole carriera che fece nell'amministrazione imperiale d'Occidente non fu dovuta esclusivamente alle sue capacità. Massimo ebbe una lunga carriera, servendo, infatti, sotto gli imperatori Onorio (morto nel 423), Giovanni Primicerio (usurpatore nel 423-425) e Valentiniano III (fino al 455).

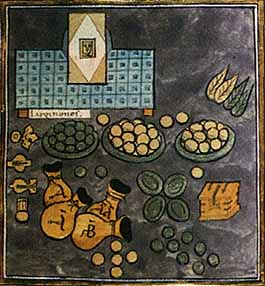
Insegne del comes sacrarum largitionum, dalla Notitia Dignitatum; tra il 416 e il 419 Massimo ricoprì questo incarico, corrispondente a quello di ministro delle finanze imperiali.

Questa carriera iniziò attorno al 411, ricoprendo l'ufficio di pretore, i cui doveri, notevolmente ridotti, consistevano nel finanziamento dei giochi: il padre di Petronio pagò 1200 libbre d'oro per fare ottenere la pretura al figlio, più altre 4000 libbre d'oro per finanziare i giochi (in un'epoca in cui il reddito annuale di un senatore tra i più ricchi ammontava appunto a 4000 libbre d'oro). Attorno al 415, quando dunque aveva circa 18 anni, Massimo ricoprì il primo ufficio non cerimoniale, quello di tribunus et notarius, seguito poi, tra il 416 e il 419, da quello di comes sacrarum largitionum, ovvero di ministro delle finanze imperiali.
Fu poi due volte praefectus urbi, ossia governatore della città di Roma, la prima (verosimilmente) tra il gennaio/febbraio 420 e l'agosto/settembre 421, la seconda invece in un periodo indeterminato tra il 421 e il 439; durante una delle prefetture urbane fece restaurare l'antica basilica di San Pietro in Vaticano. Sempre tra il 421 e il 439 fu prefetto del pretorio d'Italia, carica che ricoprì nuovamente tra il 28 agosto 439 e il 20 febbraio 441. Fu due volte console d'Occidente: nel 433, come console posterior e Teodosio II come collega, mentre esercitò il secondo consolato nel 443, come console prior e con Flavio Paterio come collega.
Nel dicembre 445 Massimo era già stato nominato patricius: aveva ora raggiunto l'apice della sua carriera, in quanto era certamente il più prestigioso dei senatori. Verosimilmente era divenuto molto ricco, tanto che finanziò l'edificazione di un foro a Roma, sul Celio, tra via Labicana e la basilica di San Clemente; la data di costruzione è compresa tra il 443 e il 445, in quanto le iscrizioni dedicatorie che testimoniano del foro lo definiscono «vir clarissimus, costruttore del foro, dopo quattro prefetture e due consolati ordinarî», senza citare il patriziato del 445.

### Ascesa al trono

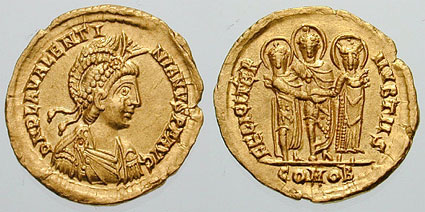
Solido raffigurante Valentiniano III

Petronio Massimo giunse al trono attraverso la successione di due assassinii nel giro di un anno, quello del potente patricius e magister militum d'Occidente Flavio Ezio (454) e quello dell'imperatore Valentiniano III (16 marzo 455).
Secondo lo storico Giovanni di Antiochia Massimo non fu estraneo alla morte del generale Ezio, sebbene quest'ultimo fosse ucciso da Valentiniano con le sue stesse mani. Giovanni racconta che Valentiniano vinse al gioco una somma che Massimo non aveva, e ottenne come pegno il suo anello, che utilizzò per convocare a corte la moglie di Massimo; la donna si recò a corte credendo di essere stata chiamata dal marito, in quanto un inserviente dell'imperatore le aveva mostrato l'anello di Massimo, ma si ritrovò a cena con Valentiniano, che la sedusse. Tornata a casa e incontrando Massimo lo accusò di averla tradita e consegnata all'imperatore, e così Massimo venne a sapere dell'inganno, decidendo di vendicarsi contro Valentiniano: secondo Giovanni, però, Massimo era cosciente che non avrebbe potuto nuocere all'imperatore se prima non si fosse sbarazzato di Ezio. Si accordò allora con un eunuco di Valentiniano, il primicerius sacri cubiculi Eraclio, che osteggiava il generale sperando di poterne ottenere il potere: i due convinsero Valentiniano che Ezio lo voleva uccidere, così l'imperatore decise di uccidere il proprio magister militum durante una riunione, cosa che fece con l'aiuto di Eraclio.
A questo punto Petronio chiese a Valentiniano di prenderne il posto, ma egli rifiutò: Eraclio, infatti, consigliò all'imperatore di non rimettere nuovamente nelle mani di un solo uomo il potere che aveva avuto Ezio. Sempre secondo Giovanni di Antiochia Massimo fu così irritato dal rifiuto di Valentiniano da decidere di farlo assassinare. Come complici scelse Optila e Thraustila, due coraggiosi sciti che avevano combattuto sotto il comando Ezio e che erano stati successivamente assegnati alla scorta di Valentiniano: Massimo li convinse che Valentiniano era il solo responsabile della morte di Ezio e che i due soldati avrebbero dovuto e potuto vendicare il loro antico comandante; promise loro, inoltre, una ricompensa per il tradimento dell'imperatore. Il 16 marzo 455 Valentiniano, che si trovava a Roma, si recò al Campo Marzio con alcune guardie, Optila e Thraustila e i loro uomini; appena l'imperatore scese da cavallo per esercitarsi con l'arco Optilia gli si avvicinò con i propri uomini e lo colpì alla tempia, inferendo il colpo mortale quando Valentiniano si voltò a guardare il proprio aggressore; contemporaneamente, Thraustila uccise Eraclio. I due sciti presero poi il diadema e la veste imperiale e li portarono a Massimo.
L'improvvisa e violenta morte di Valentiniano III lasciò l'impero romano d'Occidente senza un chiaro aspirante successore al trono, con diversi candidati sostenuti da diverse componenti dell'apparato imperiale. In particolare Giovanni nota come l'esercito fosse diviso e come i candidati principali fossero tre: Massimiano, già domesticus ("guardia del corpo") di Ezio, che era il figlio di un mercante egiziano di nome Domnino, che era divenuto ricco in Italia; Maggioriano, che comandava l'esercito dopo la morte di Ezio, favorito dall'imperatrice Licinia Eudossia; e lo stesso Massimo, che aveva l'appoggio del Senato romano e il quale alla fine, il 17 marzo, si assicurò il trono distribuendo denaro ai funzionari del palazzo imperiale.

### Regno

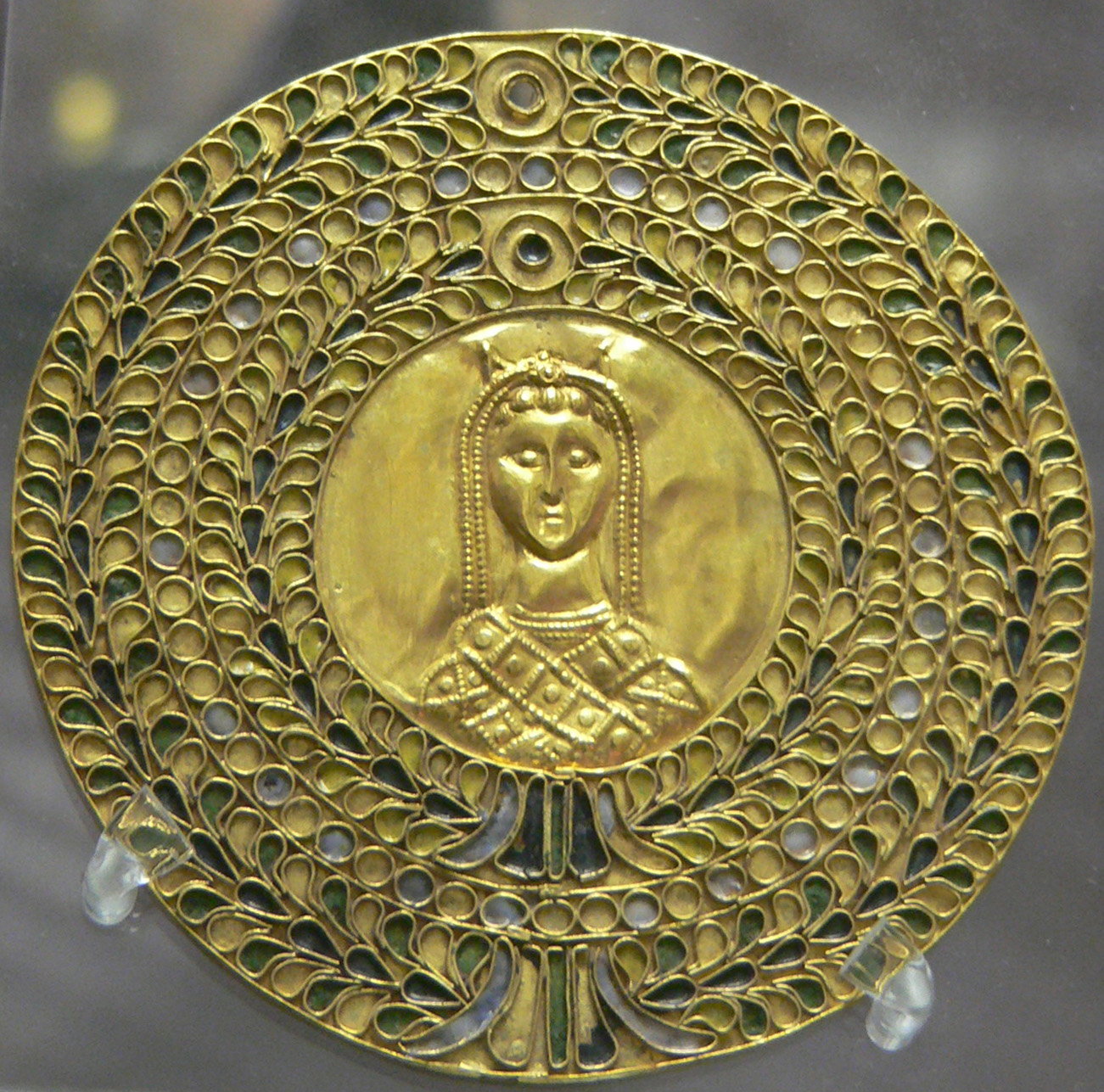
Medaglione raffigurante Licinia Eudossia: allo scopo di legittimare il proprio potere, Petronio Massimo obbligò la vedova di Valentiniano III a interrompere il proprio lutto per sposare il nuovo imperatore, mentre una delle figlie di Licinia e Valentiniano, forse Eudocia, andò in sposa al figlio di Massimo, Palladio, che il padre elevò al rango di cesare.

Massimo premiò gli assassini di Valentiniano; come diversi storici riportano con riprovazione e sdegno decise di consolidare e legittimare il proprio potere proibendo all'imperatrice Licinia Eudossia di osservare il lutto per la morte del marito e forzandola a sposarlo, appena pochi giorni dopo l'assassinio; inoltre elevò il proprio figlio Palladio al rango di cesare e gli diede in sposa una delle figlie di Valentiniano ed Eudossia, probabilmente Eudocia.
Entrambi questi gesti, il perdono degli assassini di Valentiniano e i matrimoni dinastici, furono probabilmente dettati dalla necessità di consolidare un potere ancora molto instabile: Massimo non aveva, infatti, il controllo dell'esercito, che dovette quindi compiacere non punendo due dei suoi principali esponenti; inoltre non aveva neanche il riconoscimento dell'imperatore d'Oriente Marciano, e volle quindi imparentarsi con la dinastia valentiniana.
Il nuovo imperatore nominò il senatore gallo-romano Avito, che era stato suo collega durante la prefettura, magister militum praesentalis in Gallia: lo inviò quindi a Tolosa, dove erano i Visigoti di Teodorico I, allo scopo di assicurarsene la lealtà; questo atto testimonierebbe la sua volontà di ottenere sostegno per il suo potere anche al di fuori dell'Italia.
Durante il suo breve regno Massimo fece coniare una quantità elevata di monete d'oro, persino a Ravenna, contravvenendo all'usanza che la monetazione aurea avesse luogo nella città di residenza dell'imperatore; considerando che la lealtà dell'esercito era ottenuta mediante grosse quantità di oro è plausibile che Massimo abbia cercato di garantirsi il sostegno dei soldati con forti donazioni. Per di più le sue effigi sulle monete d'oro (Petronio Massimo non coniò monete d'argento o di bronzo) lo rappresentano con un diadema imperiale di perle invece che con un più consolidato diadema a rosette, indizio che ha portato a speculare sulla sua volontà di stabilire per sé una identità distintiva.

### Caduta
Licinia Eudossia, obbligata a sposare Massimo con minacce di morte, fu la causa della caduta del suo nuovo marito: come Onoria, la sorella di Valentiniano III, aveva fatto qualche anno prima chiamando in proprio aiuto Attila e i suoi Unni (451), così Eudossia si appellò a Genserico e ai suoi Vandali, invitandoli ad attaccare l'Italia. Genserico non riconobbe l'autorità di Massimo, anche in virtù del fatto che aveva ottenuto da Valentiniano la promessa di fare sposare i rispettivi figli, Unerico ed Eudocia, accordo che la politica matrimoniale del nuovo imperatore aveva mandato in frantumi; così chiese a Massimo alcuni territori (le isole Baleari, la Sardegna, la Corsica e la Sicilia) e partì dall'Africa settentrionale dirigendosi su Roma. Quando la notizia dell'arrivo dei Vandali giunse in città, il panico colse tutti gli abitanti, e nel tumulto Petronio Massimo fu assassinato (31 maggio 455); gli storici raccontano che fu ucciso mentre cercava di fuggire, fatto a pezzi e i suoi resti gettati nel Tevere.
Due giorni dopo la morte di Massimo Genserico giunse a Roma, in cui entrò senza colpo ferire, in quanto aveva preso accordi con il papa Leone I di risparmiare gli abitanti: per quattordici giorni i Vandali spogliarono la città delle sue ricchezze (sacco di Roma), poi ripartirono portando con loro Eudossia e le figlie Placidia ed Eudocia (quest'ultima sposerà poi il figlio di Genserico, Unerico), oltre che i senatori presenti in città come ostaggi. Poco dopo, in Gallia, Avito fu nominato imperatore con il sostegno dei Visigoti.
Le esatte circostanze della morte di Massimo, che posero fine a un regno durato appena settanta giorni, non sono chiare. Gli storici concordano nel dire che, all'arrivo della notizia dell'imminente attacco dei Vandali, Petronio Massimo decise di abbandonare la città e diede ugualmente il permesso di abbandonarla a chi volesse, ma fosse poi ucciso; i particolari, però, non coincidono. Secondo Prospero d'Aquitania furono gli schiavi imperiali a massacrarlo; Idazio afferma invece che Petronio avesse l'intenzione di abdicare e che sia stato ucciso da dei soldati ribelli mentre cercava di fuggire; Giordane fa persino il nome del soldato che assassinò l'imperatore, un certo Ursus, specificando che si trattava di un milite Romano, un soldato romano. Tuttavia il meglio informato Sidonio Apollinare, genero di Avito e contemporaneo dei fatti, attribuisce a un burgundo di rango elevato, di cui non fa il nome, l'organizzazione del tumulto in cui perse la vita Massimo: e i due ufficiali imperiali burgundi che avrebbero potuto causare la morte dell'imperatore, anche solo omettendo di proteggerlo, erano Chilperico e Gundioco, che rimasero entrambi in carica.